# Sacha Galperine
Sacha Galperine (russisch Александр „Саша“ Юльевич Гальперин Alexander „Sascha“ Juljewitsch Galperin; * 2. Mai 1980 in Tscheljabinsk, Sowjetunion) ist ein französischer Filmkomponist russischer Herkunft. 

## Leben
Sacha Galperine wurde als zweiter Sohn des russischen Komponisten Juli Galperin in Russland geboren. Anfang der 1990er Jahre übersiedelte die Familie nach Frankreich. Sacha Galperine studierte Violine am Conservatoire de Versailles Grand Parc. Nach dem Studium war er vor allem im Bereich Rock- und Elektronische Musik aktiv. 
Seit 2003 komponiert er in der Regel zusammen mit seinem älteren Bruder Evgueni Galperine Musik für Kino- und Fernsehfilme. Die Brüder wurden für 14 Filmpreise nominiert (Stand 2022) und haben 2017 den Europäischen Filmpreis gewonnen. 2022 wurden Evgueni und Sacha Galperine mit dem Grand Prix SACEM de la musique pour l'image ausgezeichnet.

## Filmografie (Auswahl)
- 2010: Nachtblende (L’homme qui voulait vivre sa vie)
- 2011: L’envahisseur
- 2011: Eva
- 2013: Malavita – The Family (The Family)
- 2013: Eine ganz ruhige Kugel (Les Invincibles)
- 2014: Madame Bovary
- 2014: Verstehen Sie die Béliers? (La famille Bélier)
- 2015: French Hitman – Die Abrechnung (La Résistance de l’air)
- 2016: The Whole Truth – Lügenspiel (The Whole Truth)
- 2016: The Jews (Ils sont partout)
- 2016: Voll verkatert (Nine Lives)
- 2016, 2020: Baron Noir (Fernsehserie, 12 Episoden)
- 2017: The Wizard of Lies – Das Lügengenie (The Wizard of Lies)
- 2017: Loveless (Нелюбовь)
- 2018: The Harvesters (Die Stropers)
- 2019: Gelobt sei Gott (Grâce à Dieu)
- 2019: Corpus Christi (Boze Cialo)
- 2019: Marie Curie – Elemente des Lebens (Radioactive)
- 2019: Bon Voyage – Ein Franzose in Korea (#Jesuislà)
- 2020: Achtung Lebensgefahr! – LGBT in Tschetschenien (Welcome to Chechnya, Dokumentarfilm)
- 2020: Persischstunden
- 2020: Der Nachtarzt (Médecin de nuit)
- 2020: Gagarin – Einmal schwerelos und zurück (Gagarine)
- 2020: The Undoing (Miniserie, 6 Episoden)
- 2021: My Sunny Maad
- 2021: Die Welt wird eine andere sein
- 2021: Murina
- 2021: Scenes from a Marriage (Miniserie, 4 Episoden)
- 2021: Das Ereignis (L’événement)
- 2021: Sentinelle Sud
- 2022: Oussekine (Miniserie, 4 Episoden)
- 2022: La gravité
- 2022: Der innere Winter (Esprit d’hiver, Miniserie, 3 Episoden)
- 2022: Dieser eine Sommer (Cet été-là)
- 2023: Baby to Go (The Pod Generation)
- 2023: Duell der Besten (Une question d’honneur)
- 2023: Vivants
- 2024: Rentierbaby (Baby Reindeer, Miniserie, 7 Episoden)
- 2024: La Pampa
- 2024: Becoming Karl Lagerfeld (Miniserie, 6 Episoden)
- 2024: Wenn der Herbst naht (Quand vient l’automne)
- 2024: Emmanuelle
- 2024: Kraven the Hunter